# Watanabe Yasuhiro
Yasuhiro Watanabe (渡辺 泰広 (Độ-Biên Thái-Quảng) Watanabe Yasuhiro, sinh ngày 4 tháng 10 năm 1992) là một cầu thủ bóng đá người Nhật Bản.

## Sự nghiệp câu lạc bộ
Yasuhiro Watanabe đã từng chơi cho Albirex Niigata và Tokushima Vortis.